# Bad Münder am Deister
Bad Münder am Deister település Németországban, azon belül Alsó-Szászország tartományban. Lakosainak száma 17 511 fő (2023. december 31.). Bad Münder am Deister Barsinghausen, Springe és Coppenbrügge községekkel határos.

## Népesség
A település népességének változása:
| Lakosok száma | 17 384 | 17 356 | 17 465 | 17 447 | 17 728 | 17 511 |
|               | 2016   | 2017   | 2019   | 2021   | 2022   | 2023   |